# Carl Haag

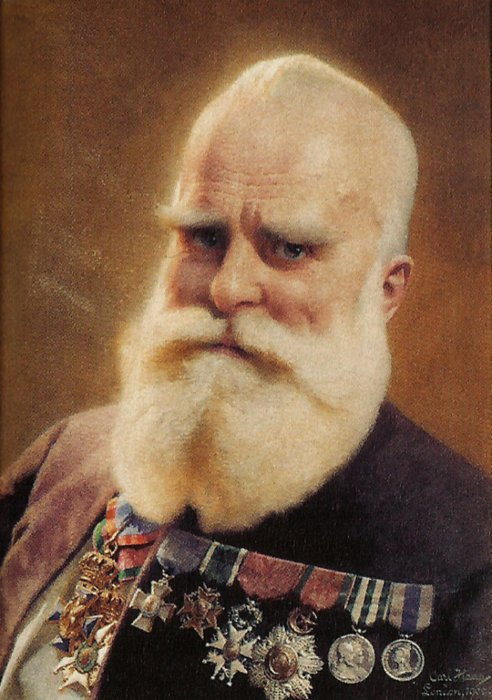
Carl Haag, Selbstporträt (1900)

Johann Carl Haag (* 20. April 1820 in Erlangen; † 17. Januar 1915 in Oberwesel) war ein in England aktiver deutscher Aquarell-, Miniatur- und Porträtmaler, Radierer und Illustrator.

## Leben
Haag wurde in der Theaterstraße 2 in Erlangen geboren. Sein Vater Johann Christoph Wilhelm Haag (1789–1828) war ein Bäcker und Hobbyzeichner, seine Mutter war Joanna Barbara (geborene Weber, 1789–1866). Der Vater erlaubte dem Sohn jedoch nicht Zeichenunterricht zu nehmen, nach dessen Tod wurde Carl von seiner Mutter gefördert und kam 1834 zu seinem Onkel Johann Rudolph Weber, der als Porzellanmaler in Nürnberg arbeitete. Hier besuchte er zunächst die Polytechnische Zeichenschule, wurde 1836 ein Schüler von Albert Christoph Reindel an der Nürnberger Kunstschule und fertigte Buchillustrationen an. Unterstützt und gefördert durch seinen Lehrer besuchte er zwischen 1844 und 1846 die Kunstakademie in München, wo er sich unter anderem mit den Werken Wilhelm von Kaulbach und Carl Rottmann beschäftigte. Bereits zu dieser Zeit erzielte er erste Erfolge als Miniaturporträtist der Aristokratie und anderer prominenter Persönlichkeiten. Er porträtierte unter anderem den Herzog Maximilian und die Herzogin Marie. Anschließend ging er für fünf Monate nach Brüssel und traf die Maler Gustave Wappers und Louis Gallait. Zunächst hatte er beabsichtigt weiter nach Paris zu reisen, entschloss sich jedoch im Frühjahr 1847 sich für eine Studienreise nach Großbritannien zu begeben, das zu seiner zweiten Heimat wurde. In London wurde er durch die Aquarellausstellungen William Turners stark beeindruckt. Fortan verwendete er Ölfarben nur noch für erste Skizzen und bildete sich autodidaktisch in der Technik der Wasserfarbenmalerei aus. Zum Winter 1847/1848 unternahm Haag eine Reise nach Rom, bei der er Ölstudien mit Figuren in lokalen Kostümen oder Landschaften der Campagna Romana zeigten, anfertigte, die er später als Vorlage für seine Aquarelle verwendete. Er entwickelte dabei eine eigene Aquarelltechnik, bei der er verschiedene übereinander aufgetragene Farben verwendete. Im darauffolgenden Frühjahr wurde er Schüler der Royal Academy of Arts in London und beschickte in den Jahren 1849 bis 1855 deren Ausstellungen mit Bildnissen. Er stellte zudem zahlreiche als Aquarell ausgeführte Landschaften und architektonischen Darstellungen in der Old Water Colour Society aus, deren Mitglied er seit Februar 1850 war. Im gleichen Jahr unternahm er seine erste Rheinreise.
Während einer Studienreise, die ihn 1852 nach Tirol führte, begegnete Haag Prinz Karl zu Leiningen, dem Halbbruder von Victoria, dem Herzog Ernst von Sachsen-Coburg-Gotha, der ihn später als Hofmaler einstellte. Er fertigte ein großes Aquarell, das den Prinzen von Leiningen mit dem Herzog auf einer Gamsjagd in den Bergen zeigt. Dieses Werk schenkten sie Königin Victoria, die ihn im Herbst 1853 auf das Schloss Balmoral einlud, wo er sechs Wochen verweilte. Von ihr bekam er mehrere Aufträge, unter anderem das bekannte Bild Abend in Balmoral sowie für Bildnisse der Königsfamilie.
Zwischen 1852 und 1857 war Haag Mitglied des Deutschen Künstlervereins in Rom. Im Herbst 1854 bereiste er Dalmatien und Montenegro, wo er ein Bildnis des Prinzen Danilo I. von Montenegro anfertigte, den Winter verbrachte er in Venedig. Im April 1856 übernahm er in Rom die Leitung für das Künstlerfest bei Castel Giubileo. Im Winter zwischen den Jahren 1857 und 1858 hielt er sich in München auf, kam anschließend für einige Monate zurück nach England.

## Orientalische Phase
Im August 1858 unternahm Haag  mit Frederick Goodall eine ausgedehnte Studienreisen, die sie über Deutschland, Triest und Athen durch Ägypten nach Kairo führte. Gemeinsam besuchten sie die Pyramiden von Gizeh und Sues. Im April 1859 begab er sich für einige Monate nach Jerusalem, besuchte Baalbek, Damaskus, Galiläa, Samaria und das Lager von Aqil Agha, dem Anführer der Beduinen. Er erhielt von Scheich Medjuel el Mezrab, der mit Jane Digby vermählt war, die Erlaubnis nach Palmyra zu reisen und dort zu malen. Anfang 1860 bereiste er Palästina und Syrien und kehrte im April nach London zurück. So entstanden in dieser Zeit fast ausschließlich orientalischen Sujets. Er fertigte zahlreiche Skizzen der Kunststätten, aber auch aus dem Leben der Wüstenstämme, unter denen er monatelang lebte.

## London und Oberwesel
Im Jahr 1860 kehrte Haag nach London zurück, wo er eingebürgert wurde. 1866 heiratete er und richtete 1867 in Hampstead in der Lyndhurst Road ein großes Atelier in einem Haus ein, das er „Ida Villa“ nannte und das er im „orientalischen Stil“ ausschmückte. 1864 erwarb er in Oberwesel am Rhein die Ruine eines Turms der Stadtmauer, den sogenannten „Roten Turm“, ließ ihn originalgetreu restaurieren und baute ihn zu einer Sommerresidenz mit Atelier aus. Im Jahr 1873 besuchte er nochmals Ägypten, wobei er sich auf Empfehlung von Albert Edward, Prince of Wales bei dem Khediven aufhielt, für den Haag mehrere orientalische Aquarelle anfertigte. 1903 siedelte Haag mit einer Frau Ida und der noch unverheirateten Tochter Erna ganz nach Oberwesel um und lebte bis zu seinem Tode in dem heute nach ihm benannten Turm. Haag wurde am 21. Januar in Mainz eingeäschert, seine Asche soll im Garten des Roten Turms verstreut worden sein.
Am 17. Januar 2015 wurde in Oberwesel die Internationale Carl-Haag-Gesellschaft gegründet.

## Familie
Haag heiratete am 16. Mai 1866 Ida Juliana Margaretha Luise (geborene Büttner, 17. September 1832–27. Dezember 1911), die einzige Tochter des Lüneburger Stadtkommandanten Anton Wilhelm Büttner (1797–1877), der noch an der Schlacht bei Waterloo teilgenommen hatte, und dessen Frau Celle Ernestine Stoltze (1803–1878). Das Paar hatte vier Kinder:
- Victor Haag (12. Mai 1867–1942) studierte in Darmstadt (Patenkind der Königin Victoria)
- Emil Haag (25. Oktober 1868–1930) machte eine militärische Ausbildung und war Britisch-Indien und in Südafrika eingesetzt
- Norman Carl Haag (8. Dezember 1871–8. Dezember 1950) war im diplomatischen Dienst in Europa, unter anderem als Britischer Vize-Consul im französischen Cherbourg, tätig ⚭ 14. Juni 1920 mit Doris Maud de Winton White (9. August 1896 – 29. September 1968), Witwe von William Alexander White (um 1870–9. Juli 1916), Tochter von Ernest Salter Wills, 3rd Baronet of Hazelwood (1869–1958).[4]
  - William Michael White (1916–1992, Sohn aus der ersten Ehe seiner Frau)
  - Ian Norman Haag (24. Juli 1921–)
  - Ida Maud Priscilla Haag (27. September 1922–1996)
  - Audrey Vera Doris Haag (26. Juli 1925)
- Erna Haag (17. Januar 1870–1952) ⚭ 1908 mit dem Ostindienhändler Edward Darrel Kilburn

## Auszeichnungen
- 1887: Kommandeur-Kreuz des Herzoglich Sachsen Coburg Gothaischen Hausordens II. Klasse
- 1887: Medaille zum 50-jährigen Thronjubiläum von Königin Victoria

## Werke (Auswahl)

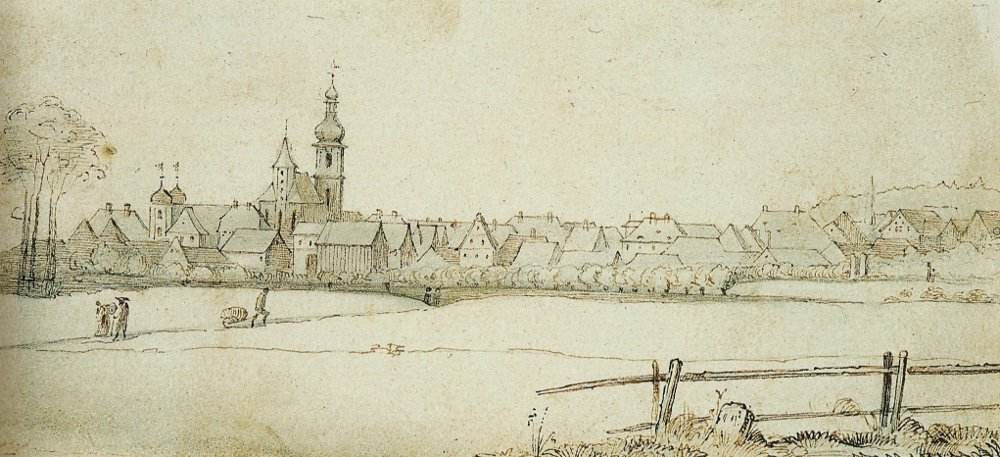
Frühes Werk Frauenaurach von Osten (1839)

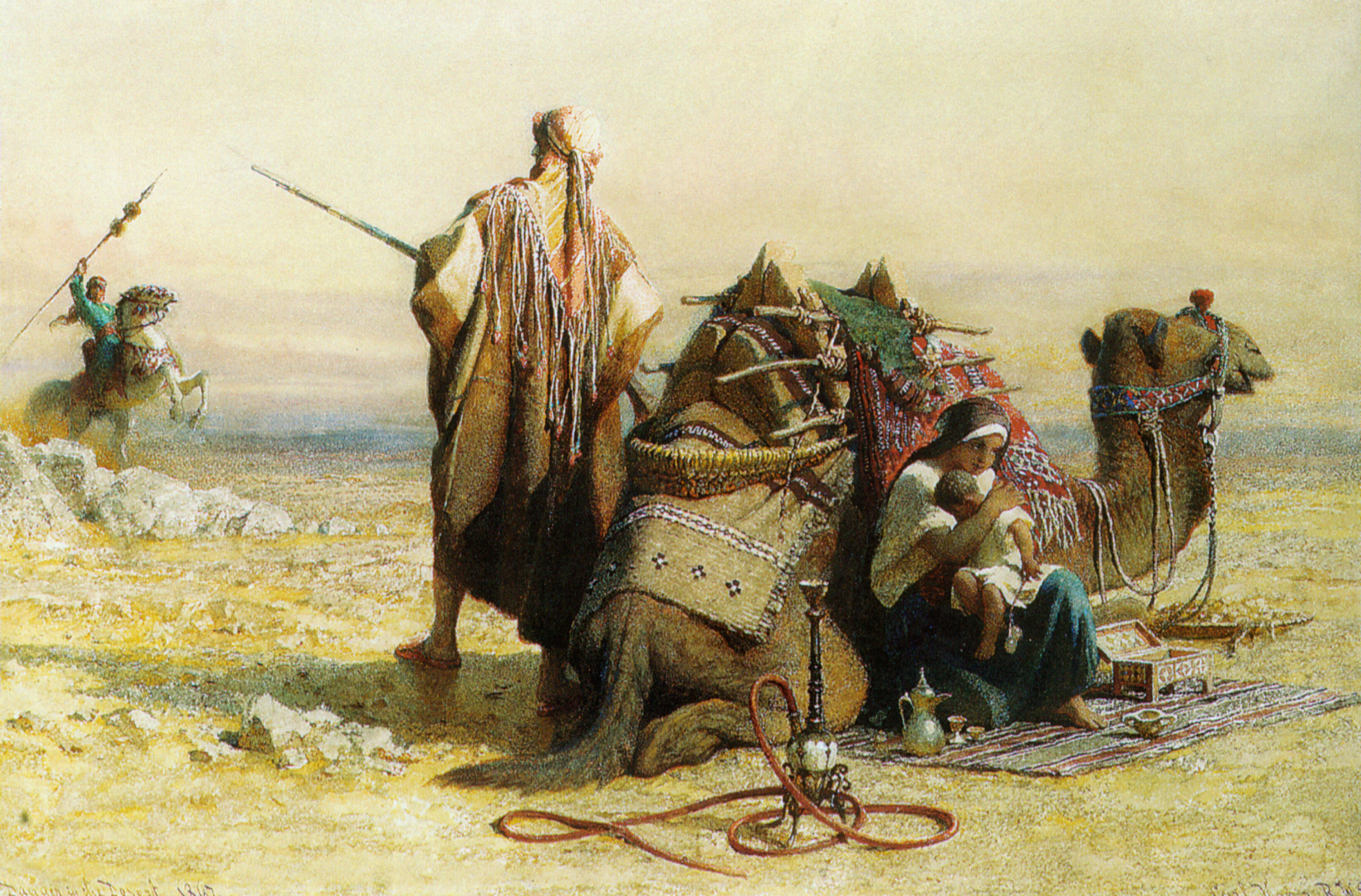
Gefahr in der Wüste (1867)

Haags Werke befinden sich in vielen Galerien, darunter im Victoria and Albert Museum in London, in Bristol, Leeds und Manchester, in Erlangen und Oberwesel sowie in der Jordan National Gallery of Fine Arts (Amman) und dem Israel Museum (Jerusalem).
- Bergbesteigung in den schottischen Hochlanden (1853, Auftrag der Königin Victoria)
- Morgenstimmung in den Highlands (1853, Auftrag der Königin Victoria, Morning in the Highlands)
- Abend in Balmoral (1853, Auftrag der Königin Victoria, Evening at Balmoral)
- Der plötzlichen Schreck in der Wüste
- Gefahr in der Wüste (1867, 1878 von Leo Flameng radiert)
- Die Ruinen von Baalbek
- Panorama von Palmyra
- Beduinenandacht
- Vorposten in Montenegro
- Die Lektüre des Korans
- Die Juden an der Klagemauer
- Erinnerung an den 1861 verstorbenen Prinzgemahl (1863, Auftrag der Königin Victoria)

Radierungen
- Blätter aus unserm Leben in den Hochlanden (1853, 4 Blätter im Auftrag der Königin Victoria)

## Ausstellungen (Auswahl)
- The works of Mr. Carl Haag, R.W.S. : a catalogue of water-colour drawings, lent by Her Majesty the Queen, H.R.H., the Prince of Wales, and other patrons Goupil Galleries, London November bis Dezember 1885.[5]
- Carl Haag – Maler zwischen Okzident und Orient Ausstellung im Stadtmuseum Erlangen vom 19. Mai bis 16. August 2020.[6]